# عثمان لينس
عثمان لينس (بالإنجليزية: Osman Lins)‏ (5 يوليو 1924، فيتوريا دي سانتو أنتاو في البرازيل - 8 يوليو 1978، ساو باولو في البرازيل)؛ كاتب وروائي برازيلي.

## روابط خارجية
- عثمان لينس على موقع IMDb (الإنجليزية)
- عثمان لينس على موقع الموسوعة البريطانية (الإنجليزية)